# If This Is Love
"If This Is Love" é o single de estreia do girl group britânico The Saturdays. A canção foi escrita por Joe Belmaati, Mich Hansen, Vince Clarke, Alison Moyet, John Reid, Remee e Ina Wroldsen para o álbum de estreia do grupo, Chasing Lights.
A canção foi lançada como primeiro single da banda em 28 de julho de 2008 no Reino Unido e recebeu comentários mistos dos críticos musicais. Alcançou a posição oito no Reino Unido e a trinta e três na Europa. O videoclipe da canção, dirigido por Harvey B Brow, mostra o grupo com vestidos coloridos, se apresentando e encontrando os paparazzi.

## Formatos e faixas
UK CD single
(1771961; Lançado em 28 de julho de 2008)
1. "If This Is Love" (edição para rádio) – 2:58
2. "What Am I Gonna Do?" (Duck Blackwell, Paddy Dalton) – 3:16

Single digital
(Lançado em 27 de julho de 2008)
1. "If This Is Love" – 3:24
2. "What Am I Gonna Do?" – 3:15

Single digital - iTunes

(Lançado em 27 de julho de 2008)
1. "If This Is Love" – 3:24
2. "If This Is Love" (Moto Blanco Club Mix) – 7:43

## Paradas musicais
| Parada (2008)             | Melhor posição |
| ------------------------- | -------------- |
| Eurochart Hot 100 Singles | 33             |
| Euro Digital Songs        | 17             |
| Euro Digital Tracks       | 16             |
| UK Singles Chart          | 8              |

### Fim de ano
| País (2008) | Posição (parada de singles de fim de ano) |
| ----------- | ----------------------------------------- |
| Reino Unido | 142                                       |